# Female on the Beach
Female on the Beach is een film uit 1955 onder regie van Joseph Pevney. De film gaat over een weduwe die intrekt in het strandhuis van haar overleden gokverslaafde man. Hier wordt ze al snel gestalkt door haar buren.

## Rolverdeling
| Acteur           | Personage         |
| ---------------- | ----------------- |
| Joan Crawford    | Lynn Markham      |
| Jeff Chandler    | Drummond Hall     |
| Jan Sterling     | Amy Rawlinson     |
| Cecil Kellaway   | Osbert Sorenson   |
| Judith Evelyn    | Eloise Crandall   |
| Charles Drake    | Lieutenant Galley |
| Natalie Schafer  | Queenie Sorenson  |
| Marjorie Bennett | Mrs. Murchison    |